# Parochthiphila elegantella
Parochthiphila elegantella är en tvåvingeart som beskrevs av Tanasijtshuk 1986. Parochthiphila elegantella ingår i släktet Parochthiphila och familjen markflugor.
Artens utbredningsområde är Tadzjikistan. Inga underarter finns listade i Catalogue of Life.